# Caso Rolex
El caso Rolex, también conocido como Rolexgate, es una investigación fiscal en curso que involucra a Dina Boluarte, presidenta del Perú, por presunta corrupción y enriquecimiento ilícito. Esta investigación surgió a raíz de un informe periodístico que señalaba el presunto uso por parte de Boluarte de relojes y accesorios de lujo, los cuales podrían haber ocasionado un desequilibrio patrimonial y no fueron registrados en su declaración de bienes.
El caso Rolex no tuvo repercusiones penales. La investigación pasó a manos del Congreso de la República, que lo rechazó un año después de la publicación del informe periodístico. En 2025, el Gobierno autorizó que Boluarte y sus sucesores recibieran regalos, viajes y donaciones sin restricciones.

## Cronología

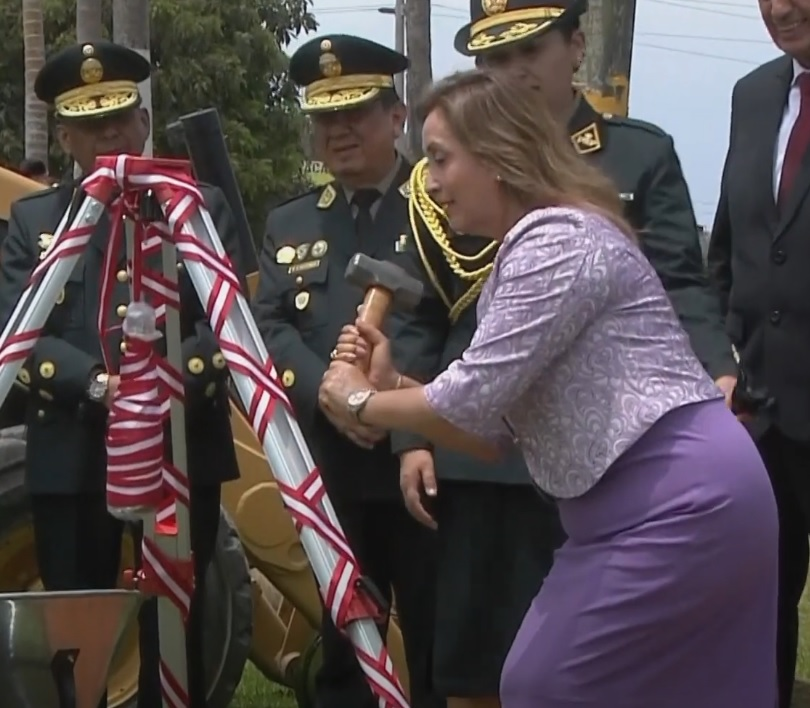
Boluarte con su reloj de lujo en una actividad presidencial en Lima

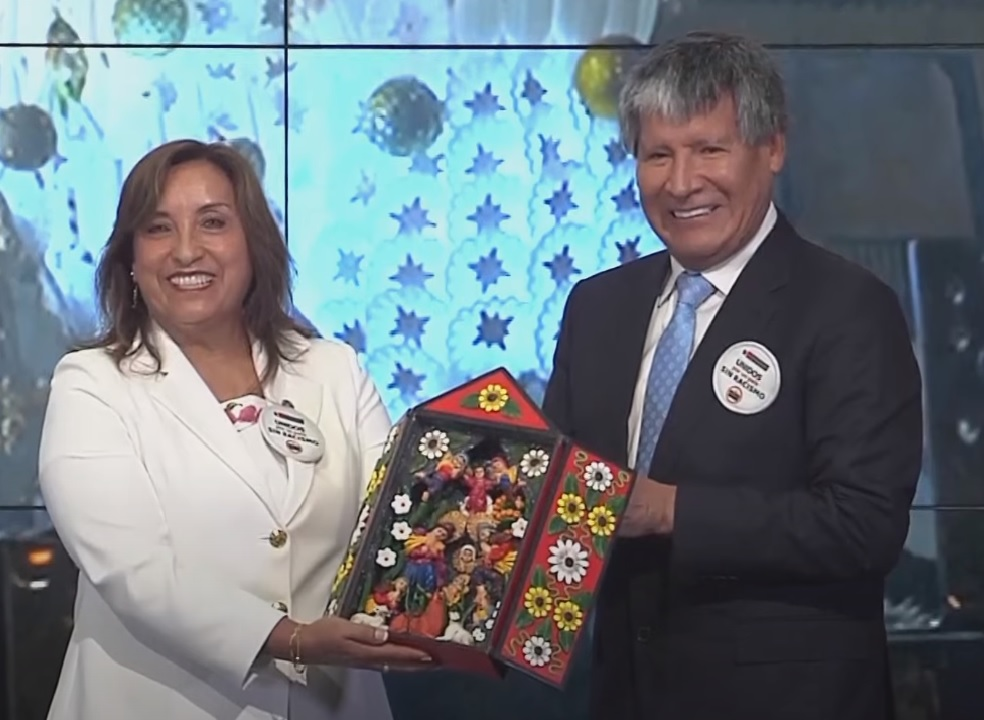
Boluarte y Oscorima en Ayacucho

El 14 de marzo de 2024, un informe elaborado por Ernesto Cabral para La Encerrona desencadenó controversia al revelar fotografías de Dina Boluarte, presidenta del Perú, luciendo varios relojes de una amplia colección. Algunos de ellos, de lujo, no fueron declarados ante el Jurado Nacional de Elecciones. Debido a que uno de los repositorios permite que las imágenes sean descargadas en alta resolución, en los primeros días, se detectaron catorce relojes, cifra que posteriormente aumentó a diecisiete. Entre ellos se identificaron algunos de la marca Rolex, de fabricación reciente, lo que generó sospechas. Además, el periodista vinculó al gobernador regional de Ayacucho, Wilfredo Oscorima, quien tuvo un historial de corrupción mientras regaló relojes de alta gama a jueces.
El 20 de marzo, el Ministerio Público inició investigaciones preliminares contra Dina Boluarte por presunto enriquecimiento indebido y por no informar sobre la posesión de relojes Rolex de lujo. La División de Enriquecimiento Ilícito y Denuncias Constitucionales de la Fiscalía está a cargo de esta pesquisa, señalando que Boluarte no declaró estos bienes ante el JNE.
El 22 de marzo, tras una semana de intensos cuestionamientos, Dina Boluarte expresó su disposición a comparecer ante la Fiscalía para esclarecer las acusaciones en su contra, negando irregularidades en su patrimonio. Ante la prensa, afirmó estar notificada por el Ministerio Público y aseguró enfrentar el proceso con la verdad. Previamente, explicó que los bienes en cuestión, incluyendo un reloj de acero y oro rosa de la marca Rolex valuado en aproximadamente catorce mil dólares, son antiguos y adquiridos con el fruto de su trabajo. El Ejecutivo, liderado por el presidente del Consejo de Ministros, Gustavo Adrianzén, defendió a Boluarte, afirmando que no hay desequilibrio patrimonial y sugiriendo que la situación es un distractor político que afecta la estabilidad nacional.
Posterior a ello, apareció un nuevo informe periodístico que afimaba que Boluarte utilizó en reiteradas ocasiones una pulsera Love Pave de la marca Cartier, valorada en más de 50 000 dólares, compuesta de oro amarillo de 18 quilates y engastada con 204 diamantes. Por otra parte, Casa Banchero, distribuidor oficial de Rolex en Perú, negó que Dina Boluarte fuera cliente suya o que hubiera adquirido el reloj en cuestión. Sin embargo, la abogada Romy Chang indicó que Casa Banchero había reportado la compra de uno de los relojes como sospechosa.
El 20 de marzo, el partido Perú Libre, del que Dina Boluarte fue miembro desde su fundación y que la llevó como vicepresidenta junto a Pedro Castillo, inició una recolección de firmas para presentar una moción de vacancia presidencial. Por otro lado, Fuerza Popular, el partido mayoritario en el Congreso que tuvo disputas electorales cuando Boluarte fue candidata, expresó su preocupación por los escándalos gubernamentales y solicitó aclaraciones sobre el origen de los relojes.

### Allanamiento de la casa de la presidenta en Surquillo
Desde el 26 de marzo, Dina Boluarte había permanecido en silencio y fuera de la vista de los medios, por lo que el 29 de marzo, equipos del Ministerio Público y de la División de Investigación Criminal llegaron a su domicilio, ubicado en Surquillo, alrededor de las 11:00 p. m. para realizar un allanamiento en relación con el caso Rolex. Posteriormente, al promediar las 5:00 a. m., personal del Ministerio Público y la Policía Nacional ingresaron a la residencia y al despacho presidencial de Palacio de Gobierno para continuar con las diligencias. Durante la pesquisa, Boluarte confrontó verbalmente a los fiscales, negándose a entregar bienes valiosos solicitados como prueba.
Durante el allanamiento, se encontraron varios relojes, un certificado de garantía y otros objetos de valor como una pulsera de oro.
La Presidencia del Consejo de Ministros convocó una reunión de emergencia en la madrugada del 30 de marzo tras enterarse de la noticia. Gustavo Adrianzén, presidente del Consejo de Ministros, defendió a Boluarte, argumentando que se le había brindado todas las facilidades para su defensa legal y cuestionando la demonización del proceso por parte de la opinión pública.

### Allanamiento en el Palacio de Gobierno
Tras el allanamiento de la vivienda de Surquillo, se llevó a cabo una inspección en Palacio de Gobierno, donde se hallaron varios relojes metálicos pertenecientes a marcas distintas a Rolex.

### Mensajes a la nación
Tras varias horas anunciándolo, el 30 de marzo a las 2:43 p. m., se emitió un mensaje a la nación de aproximadamente 13 minutos por parte de la presidenta Boluarte, donde apareció junto a todo su gabinete. En este mensaje, rechazó tajantemente el allanamiento de su domicilio, la residencia y el despacho presidencial de Palacio de Gobierno. La presidenta denunció un ataque sistemático contra ella y la institución presidencial, el cual calificó como un «complot» y una «cortina de humo» con el objetivo de socavar la estabilidad democrática en Perú. De la misma forma, informó que brindará al Ministerio Público su declaración sobre la obtención de los relojes y accesorios de lujo en algún momento indeterminado, y que por recomendación de su abogado no era el momento para hacer comentarios acerca de esos objetos.
El 6 de abril, Boluarte apareció nuevamente, esta vez en una conferencia de prensa, para dar un pronunciamiento oficial en el que indicó que los relojes fueron adquiridos mediante préstamos otorgados por el gobernador regional de Ayacucho, Wilfredo Oscorima, y que la joyería utilizada no es Cartier, sino de la marca peruana Unique. En su discurso, se omitieron las supuestas contribuciones de sus ahorros para obtener estas piezas. El abogado del gobernador regional corroboró esta versión.

### Allanamiento en la sede del Gobierno Regional de Ayacucho
El 10 de abril, la Fiscalía Especializada en Delitos de Corrupción de Funcionarios de la región Ayacucho y la Dirección Contra la Corrupción de la Policía Nacional allanó las instalaciones del Gobierno Regional de Ayacucho, como parte de la investigación contra Wilfredo Oscorima por el Rolexgate. Esta acción se realizó después de que se advirtiera que el personal de la sede regional estaba sacando documentos de un vehículo estacionado.
Posteriormente, la Fiscalía de la Nación amplió las investigaciones tras hallar nuevos indicios, entre ellos la presunta adquisición de artículos de joyería por parte de Oscorima. Además, la Fiscalía incautó aretes de la mandataria que fueron regalados también por Oscorima.

## Reacciones
Tras el allanamiento, las bancadas de Fuerza Popular, Somos Perú y Renovación Popular, en sendos pronunciamientos, condenaron la acción de la Fiscalía y defendieron a la presidenta Boluarte.
Fuerza Popular, en específico, reconoció el impacto negativo que la investigación ha causado en la reputación de la presidencia. Sin embargo, negó que las diligencias hayan brindado evidencia concluyente de delitos. También expresó su inquietud por posibles «intereses oscuros» que buscan alterar el orden constitucional. El congresista de Renovación Popular José Cueto compartió esta inquietud, alegando la existencia de un «eje del mal». Esta declaración fue recibida con críticas por parte de ciertos medios de comunicación, como el pódcast español La Base en el segmento presentado por Inna Afinogenova.
Además, colectivos empresariales expresaron su oposición a la diligencia. Sin embargo, el presidente del Frente de Defensa de la Micro y Pequeña Empresa, Renee Cobeña, instó a los gremios y a la población a pronunciarse en contra del «pacto infame» y a exigir de sus representantes que hablen en su nombre.
Por otro lado, el recientemente formado movimiento Nuevo Perú convocó a manifestaciones.

### Mociones de vacancia
Después de los eventos ocurridos en la madrugada del 30 de marzo, la congresista de la República, Margot Palacios, presentó una moción de vacancia contra Dina Boluarte ante el oficial mayor del Parlamento. Firmada por veintiséis parlamentarios, la moción argumenta que la presidenta debe ser destituida debido a una supuesta incapacidad moral permanente. La bancada de Cambio Democrático-Juntos por el Perú también presentó una moción de vacancia. Las tres mociones de vacancia fueron rechazadas.

### Informe del congreso para archivar denuncia fiscal
En abril de 2025, el portal Infobae señaló que la fujimorista Nilza Chacón había elaborado un informe que sugería archivar la denuncia contra Dina Boluarte. Chacón argumentó a favor de su archivamiento porque «es la única opción que se alinea [supuestamente] con el orden constitucional, evitando interpretaciones arbitrarias y garantizando el equilibrio de competencias entre los poderes del Estado». Sin embargo, no mencionó que el fiscal adjunto del Ministerio Público había solicitado la suspensión del trámite de la denuncia ante la Subcomisión de Acusaciones Constitucionales, lo cual fue rechazado.
El informe fue aprobado preliminarmente por la Subcomisión de Acusaciones Constitucionales con 10 votos a favor, 6 en contra y 2 abstenciones. Entre los votos a favor se encontraban los congresistas de Fuerza Popular. Además, el archivamiento fue respaldado por el abogado de la presidenta Dina Boluarte.
Se acusó a Alianza para el Progreso, partido que apoyaba la permanencia de Boluarte, de estar involucrado en el archivo del informe. La congresista María Acuña intentó contrarrestar las críticas afirmando que el partido cuenta con dos de los treinta representantes de la subcomisión.

### Actualización de la directiva para recibir regalos
En julio de 2025, el Gobierno peruano estableció en sus directrices que los presidentes no tuvieran restricciones a la hora de recibir regalos, viajes y donaciones, lo cual vulnera el Código de Ética de la Función Pública. El exsecretario de la Presidencia, José Elice, advirtió que esta actualización podría dar lugar a interpretaciones cuestionables y que un simple regalo «linda con la corrupción».

## Opiniones públicas
- En abril de 2024, una encuesta realizada por Datum indicó que el 92 % de los 1200 encuestados expresaron desconfianza en las declaraciones brindadas durante los mensajes a la nación por Dina Boluarte. Por otro lado, solo el 4 % de los participantes manifestó su creencia en dichas declaraciones. El mayor índice de desconfianza se observó entre los grupos de edad de 18 a 24 años y de 45 a 54 años.[60]
- El caso se satirizó en la telenovela Los otros Concha con el personaje de la expresidenta Regina Duarte (interpretada por Yanina Ugarte).[61]
- El caso también se referenció y parodió en el episodio 1 de la undécima temporada de la serie Al fondo hay sitio, cuando Diego Montalbán (Giovanni Ciccia) le dice a Koky Reyes (Paul Vega) que tendrá que vender sus Rolex para pagar la clínica en donde se encuentra internada su hija Alessia (Karime Scander).[62]
- En octubre de 2024, se filtró en redes sociales un vídeo en el que una actriz que había caracterizado a la mandataria aparecía en una escena que formaría parte de una serie de televisión.[63] Días después, el director Tommy Párraga confirmó la producción de esa serie, que llevaría por título Los Waykis.[64]